# Tazin Ahmed
Pour les articles homonymes, voir Ahmed.
Tazin Ahmed, née le 30 juillet 1975 et morte le 22 mai 2018, est une journaliste, actrice, dramaturge et metteuse en scène bangladaise. Elle a remporté le prix Bachasas 2003 de la meilleure actrice dans la catégorie dramatique.

## Biographie

### Jeunesse et éducation
Tazin Ahmed naît le 30 juillet 1975 à Noakhali, au Bangladesh. Elle est la fille de Dilara Jolly. Elle obtient son certificat d'études secondaires supérieures (HSC) en 1992. Elle est diplômée du département de communication de masse et de journalisme de l'université de Dacca.

### Journalisme et communication
En 1994, Tazin Ahmed rejoint le journal Bhorer Kagoj . En 1997, elle commence à travailler avec Prothom Alo et elle y devient journaliste en 1998. Elle travaille également comme chroniqueuse pour Anondo Bhubon et comme collaboratrice indépendante au magazine Bangla Bazar. En 2002, elle rejoint la Mercantile Bank Limited en tant que chargée de relations publiques. 

### Actrice et dramaturge
En 1996, Tazin Ahmed fait ses débuts d'actrice au petit écran à travers le drame télévisé en un seul épisode Shesh Dekha Shekh Noy, réalisé par Sheikh Niamat Ali. Parallèlement, elle s'associe au groupe de théâtre Natyojon. En 2000, elle rejoint une autre troupe de théâtre nommée Aronyak.  Elle écrit une douzaine de pièces de théâtre et dirige la mise en scène quelques-unes. Elle avait commencé à être présentatrice à la télévision en 1991 dans l'émission Chetna pour Télé Bangladesh. En 1997, elle joue dans plusieurs pièces de théâtre. Plus tard, Tazin Aranyak joue dans le drame Mayur Singhanshan . Elle écrit le scénario de Doll's House.
Elle devient responsable de programme chez NTV en 2003. Depuis 2016, elle anime l'émission de télévision 71 er Shokaal sur Ekattor TV. Sa dernière télé-fiction télévisée était Noashal, dirigée par Mir Sabbir.

### Vie personnelle
Tazin Ahmed est d'abord mariée à Ejaz Munna, un réalisateur de télévision. Elle épouse plus tard le musicien Rumi Rahman. Elle était une nièce de l'actrice Dilara Zaman.
Elle souffrait d'asthme. Elle meurt d'une crise cardiaque le 22 mai 2018 à l'hôpital Regent d' Uttara, à Dacca,. Elle est enterrée dans caveau de son père dans le cimetière de Banani.

## Œuvres

### Drames télévisés
- Shesh Dekha Shesh Noy (1996)
- Adekha Bhubon (2004)[7]
- Utsho (2007)[12]
- Nolbaji (2007)[13]
- Poroshpor (2008)[14]
- The Family (2009)
- Bar Bar Phirey Ashey (2009)[15]
- O Bondhu Amar (2009)[2]
- Fifty 50 (2010)
- Maa (2013)[16]
- Noashal (2014)[17]
- Tomar Khola Haowa
- Saptarshi
- Atopor Bibaho Barshiki[1]
- Shat Paure Kabya[8]
- Ek Akasher Tara[8]

### Émissions de télévision
- Shandhikhon (2006) [18]
- 71 er Shokaal